# سامان صفا
سامان صفا  (زاده ۲۱ شهریور ۱۳۶۳،متأهل) بازیکن فوتبال اهل ایران است. او سابقه حضور طولانی در باشگاه فوتبال پاس تهران و پاس همدان را دارا می‌باشد. وی همچنین برای باشگاه‌های مس کرمان و باشگاه فوتبال فولاد خوزستان در لیگ برتر ایران بازی کرده‌است.
یکی از افتخارات این بازیکن حضور در جام باشگاه های آسیا در تیم های پاس تهران و مس کرمان میباشد.
از بازیهای لیگ دسته یک ایشان میتوان به باشگاه های سیاه‌جامگان مشهد و شهرداری بندرعباس و نفت و گاز گچساران اشاره کرد.

## عملکرد باشگاهی
آخرین به روز رسانی  ۲۲ اردیبهشت ۱۳۹۱ 
| باشگاهی | باشگاهی   | باشگاهی   | لیگ  | لیگ | جام      | جام      | قاره | قاره | مجموع | مجموع |
| فصل     | باشگاه    | لیگ       | بازی | گل  | بازی     | گل       | بازی | گل‌   | بازی  | گل‌    |
| ایران   | ایران     | ایران     | لیگ  | لیگ | جام حذفی | جام حذفی | آسیا | آسیا | مجموع | مجموع |
| ------- | --------- | --------- | ---- | --- | -------- | -------- | ---- | ---- | ----- | ----- |
| ۸۵-۸۶   | پاس تهران | خلیج فارس | ۵    | ۰   | ؟        | ۰        | -    | -    | ؟     | ۰     |
| ۸۶-۸۷   | پاس همدان | خلیج فارس | ۱۰   | ۰   | ؟        | ۰        | -    | -    | ؟     | ۰     |
| ۸۷-۸۸   | پاس همدان | خلیج فارس | ۱۹   | ۰   | ۰        | ۰        | -    | -    | ۱۹    | ۰     |
| ۸۸-۸۹   | مس کرمان  | خلیج فارس | ۱۴   | ۰   | ۲        | ۰        | ۵    | ۰    | ۲۱    | ۰     |
| ۹۰–۸۹   | پاس همدان | خلیج فارس | ۲۶   | ۰   | ۰        | ۰        | -    | -    | ۲۶    | ۰     |
| ۹۱–۹۰   | فولاد     | خلیج فارس | ۸    | ۰   | ۰        | ۰        | -    | -    | ۸     | ۰     |
| کل دوره | کل دوره   | کل دوره   | ۸۲   | ۰   | ؟        | ۰        | ۵    | ۰    | ؟     | ۰     |